# Berbegal
Berbegal é um município da Espanha na província de Huesca, comunidade autónoma de Aragão, de área 49,03 km² com população de 481 habitantes (2007) e densidade populacional de 9,81 hab./km².

## Demografia
| Variação demográfica do município entre 1991 e 2004 | Variação demográfica do município entre 1991 e 2004 | Variação demográfica do município entre 1991 e 2004 | Variação demográfica do município entre 1991 e 2004 |
| --------------------------------------------------- | --------------------------------------------------- | --------------------------------------------------- | --------------------------------------------------- |
| 1991                                                | 1996                                                | 2001                                                | 2004                                                |
| 520                                                 | 486                                                 | 460                                                 | 459                                                 |